# Vampire: The Masquerade – Bloodlines
Vampire: The Masquerade – Bloodlines – komputerowa gra fabularna na platformę Windows wyprodukowana przez Troika Games w 2004 roku. Akcja gry toczy się w uniwersum Świata Mroku i bazuje na grze fabularnej Wampir: Maskarada. Gra pozwala bohaterowi na wybranie strony jednego z wampirzych klanów.
Bloodlines jest pierwszą grą wyprodukowaną nie przez Valve Software i korzystającą z silnika Source. Gra może być rozgrywana z perspektywy pierwszej i trzeciej osoby.
Redakcja magazynu PC Gamer UK w 2015 roku przyznała grze 63. miejsce na liście najlepszych gier na PC.